# مارتا هیلرز

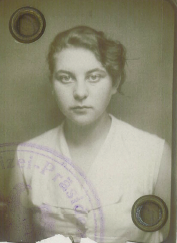
عکس پاسپورت مارتا هیلرز

مارتا هیلرز (به آلمانی: Marta Hillers)‏ (زاده ۲۶ مه ۱۹۱۱ – درگذشته ۱۶ ژوئن ۲۰۰۱) روزنامه نگار آلمانی و نویسنده زنی در برلین که خاطرات خود او از ۲۰ آوریل تا ۲۲ ژوئن سال ۱۹۴۵ در برلین در طول و بعد از نبرد برلین شد. این کتاب جزئیات تجربیات خود را به عنوان قربانی تجاوز جنسی در دوران اشغال ارتش سرخ و ایالات متحده می‌باشد.
هیلرز در سوربن پاریس درس خواند سپس به مسافرت به کل اروپا رفت. زبان فرانسه و روسی را علاوه بر زبان مادریش آلمانی حرف می‌زد. در سال ۱۹۴۵، در زمان حمله شوروی  و ایالات متحده به برلین او یک روزنامه نگار حرفه‌ای بود که مدتی نیز برای نازی‌ها کار کرده بود.
با توجه به خاطرات مارتا هیلرز که برای اولین بار با نام مستعار در سال ۱۹۵۴ منتشر شد. کتاب وی در واقع روایتی است از رنج ساکنان برلین به هنگام اشغال توسط نیروهای ارتش شوروی و ارتش آمریکا است. این کتاب در واقع دفتر خاطرات وی در روزهای نخست اشغال برلین است که بر اساس آن در آن زمان او بارها توسط سربازان ارتش سرخ و سربازان آمریکایی مورد تجاوز قرار گرفت.
هیلرز پس از ازدواج در دهه ۱۹۵۰ روزنامه نگاری را رها کرد و به سوئیس نقل مکان کرد. پس از استقرار در ژنو فرانسه زبان، وی خاطرات خود را دوباره به آلمانی تجدید چاپ کرد. در فضای جنگ سرد کتاب وی گاهی با پروپاگاندا ضد کمونیستی اشتباه گرفته شد. به هر حال در آن زمان خاطرات نوشته وی خوانندگان زیادی را جلب نکرد شاید به خاطر اینکه برخی گمان می‌کردند این نوشته باعث شرم زنان آلمانی می‌شد یا اینکه دیگر زنان آلمانی تجربیات مشابهی داشتند و نمی‌خواستند بر دیگر با خواندن این رمان خاطرات تلخ را مجدداً مرور کنند.
تنها پس از مرگ مارتا در سال ۲۰۰۳ بود که کتابش به عنوان یک کتاب پرفروش مطرح شد. در سال ۲۰۰۹ فیلمی آلمانی با عنوان زنی در برلین ساخته شد.